# AFP Giovinazzo Polisportiva 2024-2025
Questa voce raccoglie le informazioni riguardanti l'AFP Giovinazzo Polisportiva nelle competizioni ufficiali della stagione 2024-2025.

## Maglie e sponsor
Lo sponsor ufficiale per la stagione 2024-2025 è Indeco.
| 1ª divisa | 2ª divisa |

## Organigramma societario
Dati aggiornati alla stagione 2024-2025, tratti dal sito internet ufficiale della Federazione Italiana Sport Rotellistici .
- Presidente: Diomede Camporeale
- Vicepresidente: Sabino Dangelico
- Segretario:
- Direttore sportivo:
- Addetto stampa:

## Organico

### Giocatori
| N° | Naz.                  | Ruolo | Sportivo          |  |  |  |
| -- | --------------------- | ----- | ----------------- |  |  |  |
| 2  | Italia (bandiera)     | D     | Samuel Amato      |  |  |  |
| 7  | Argentina (bandiera)  | A     | Lucas Tabarelli   |  |  |  |
| 9  | Italia (bandiera)     | A     | Luigi Turturro    |  |  |  |
| 32 | Angola (bandiera)     | P     | Francisco Veludo  |  |  |  |
| 39 | Portogallo (bandiera) | A     | Xavier Cardoso    |  |  |  |
| 56 | Italia (bandiera)     | A     | Michele Dilillo   |  |  |  |
| 57 | Argentina (bandiera)  | A     | Renato Clavel     |  |  |  |
| 66 | Italia (bandiera)     | A     | Paolo Colamaria   |  |  |  |
| 70 | Italia (bandiera)     | D     | Luca Mezzina      |  |  |  |
| 71 | Italia (bandiera)     | P     | Ottavio Dangelico |  |  |  |
| 75 | Italia (bandiera)     | A     | Daniele Gadaleta  |  |  |  |

### Staff tecnico
- Allenatore:  Pino Marzella (1ª-7ª),  Angelo Depalma (8ª-)

## Mercato
| Acquisti | Acquisti         | Acquisti | Acquisti |
| R.       | Nome             | da       |          |
| -------- | ---------------- | -------- | -------- |
| P        | Samuel Amato     | Bassano  |          |
| A        | Daniele Gadaleta |          |          |
| P        | Francisco Veludo | Bassano  |          |
| A        | Lucas Tabarelli  |          |          |

| Cessioni | Cessioni         | Cessioni | Cessioni |
| R.       | Nome             | a        |          |
| -------- | ---------------- | -------- | -------- |
| D        | Cosimo Mattugini | Sarzana  |          |
| A        | Xavier Rubio     | Sarzana  |          |